# Dolina (Zagórz)
Dolina (dawniej Dolina nad Sanem) – część miasta Zagórza oraz osiedle (jednostka pomocnicza gminy), w woj. podkarpackim, położone w jego północno-zachodniej części w rejonie ujścia rzeki Osława do Sanu; w przeszłości wieś.
Jesienią 1954 Dolina weszła w skład gromady Zagórz, której 31 grudnia 1959 nadano status osiedla, przez co Dolina stała się integralną częścią Zagórza. 1 listopada 1972  osiedle Zagórz włączono do Sanoka, przez co Dolina stała się integralną częścią Sanoka. 1 lutego 1977 Dolinę wyłączono z Sanoka jako składową nowo utworzonego miasta Zagórz.

## Historia
Wieś była lokowana na prawie niemieckim. Wzmianka o niej pojawiła się w 1418 (dokument starosty sanockiego) i w tym czasie jej właścicielem był Alberto de Dolina. W 1441 Jan Doliński (herbu Sas) zbył wieś na rzecz Piotra Czeszyka. W XVII wieku Dolina należała do rodziny Chyleńskich, w XIX wieku do rodziny Wenzlar, Tarnawieckich i Małachowskich. W połowie XIX wieku właścicielem posiadłości tabularnej w Dolinie nad Sanem był Marceli Tarnawiecki i Gabriela baronowa Wetzlar (posiadająca także Bykowce)). Około 1868 jako właściciele Doliny figurowali Marceli i Aleksander Tarnawieccy, a potem, w latach 70. i 80. sam Marceli Tarnawiecki. Po śmierci Marcelego Tarnawieckiego (1886) własność Doliny objęli jego spadkobiercy. Około 1890 właścicielem był Aleksander Tarnawiecki. W 1891 majątek Dolina przeszedł w drodze kupna na własność małżeństwa Godzimira Małachowskiego i jego żony Marceli, córki Marcelego Tarnawieckiego. Posiadali oni Dolinę w kolejnych latach. Jako właściciele posiadłości tabularnej w Dolinie oboje byli uprawnieni do wyboru posła na Sejm Krajowy w kurii wielkich posiadłości okręgu wyborczego sanockiego. Po śmierci męża Marcela Małachowska (1908) odziedziczyła majątek w Dolinie i na początku XX wieku posiadała w Dolinie obszar 133 ha. Zmarła w 1911 w wieku 52 lat. W 1911 Małachowscy jako właściciele tabularni posiadali w Dolinie obszar 134 ha. W drugiej dekadzie XX wieku jako właściciele Doliny figurowali spadkobiercy Godzimira Małachowskiego. Dziećmi Godzimira i Marceli byli: Godzimira (dziedziczka dóbr w Dolinie, która w 1917 została żoną Henryka Tchorznickiego, syna Aleksandra), Roman (1887-1944, oficer kawalerii c. i k. armii i Wojska Polskiego). Po matce majątek przeszedł na syna Romana Małachowskiego. Na początku XIX Roman Małachowski wybudował dwór w Dolinie.
Dolina jest oddalona od Sanoka o 6 km, leży przy drodze z tego miasta do Leska. Około 1,5 km od Doliny leży stacja kolejowa Nowy Zagórz.
W drugiej połowie XIX wieku mieszkańcy wsi przynależeli do parafii rzymskokatolickiej i greckokatolickiej w Zagórzu. Według stanu z 1881 we wsi było 34 domy i 233 mieszkańców. Według stanu z 1936 w Dolinie mieszkało 371 osób (312 wyznania greckokatolickiego, 49 rzymskokatolickiego, 10 Żydów).
We wsi znajduje się rzymskokatolicki kościół filialny (ufundowany przez Gabrielę Wetzlar w 1836) należący do parafii Matki Bożej Królowej Polski w Zahutyniu. Przy głównej arterii wsi (obecnie ulica Władysława Orkana) została wzniesiona kapliczka murowana, z drugiej połowy XIX wieku.
Według stanu z końca 1938 w Dolinie funkcjonowały: bractwo cerkiewne ukraińskie (29 członków), czytelnia Kaczkowskiego (14 członków), straż pożarna (16 członków).
W latach 1975–1998 miejscowość administracyjnie należała do województwa krośnieńskiego.